# Amalia Luisa di Arenberg
Amalia Luisa di Arenberg (Bruxelles, 10 aprile 1789 – Bamberga, 4 aprile 1823) fu un membro del Casato di Arenberg per nascita e, grazie al suo matrimonio con il duca Pio Augusto in Baviera, un membro della linea del Palatinato-Birkenfeld-Gelnhausen della Casa di Wittelsbach. Amalia Luisa era nonna dell'imperatrice Elisabetta d'Austria e della regina delle Due Sicilie Maria Sofia attraverso il figlio Massimiliano Giuseppe.

## Biografia

### Infanzia

Stemma del Casato di Arenberg

Nata a Bruxelles, negli allora Paesi Bassi austriaci, Amalia Luisa era la figlia del duca Luigi Maria di Arenberg e della sua prima moglie, Marie Adélaïde Julie de Mailly, signora d'Ivry-sur-Seine.

### Matrimonio

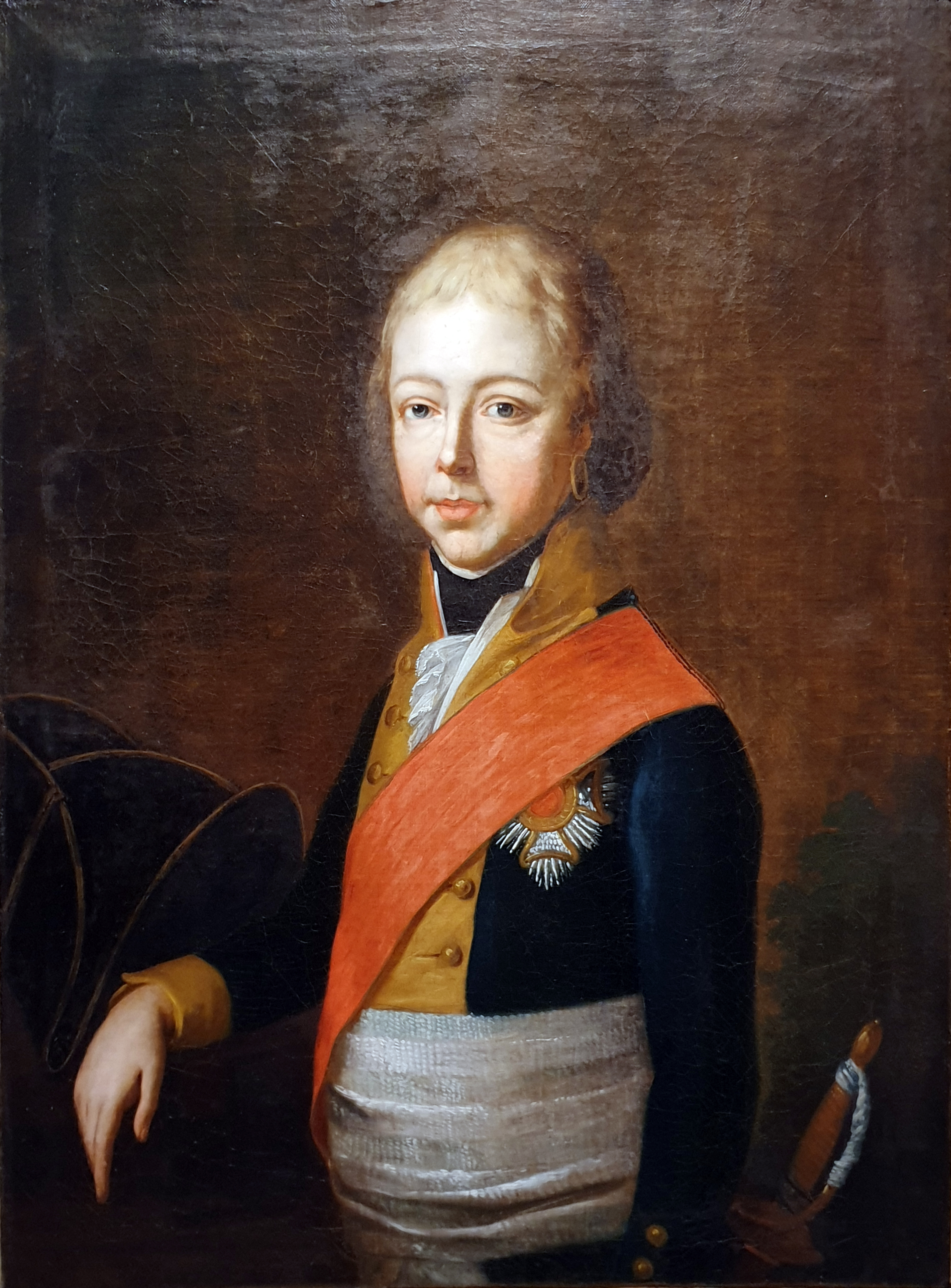
Pio Augusto, duca in Baviera

Il 26 maggio 1807, a Bruxelles, Amalia Luisa sposò Pio Augusto, duca in Baviera, figlio del duca Guglielmo in Baviera e di sua moglie, Maria Anna, contessa palatina di Zweibrücken-Birkenfeld.
Dopo il matrimonio la coppia si trasferì a Bamberga dove, un anno più tardi, venne alla luce il figlio Massimiliano Giuseppe. Il matrimonio di Amalia Luisa fu contraddistinto da numerosi conflitti con il marito, dal momento che Pio Augusto era un uomo collerico che provocava spesso delle violente liti. Per questa ragione, nel 1817, Amalia Luisa mandò il figlio a risiedere presso il prozio Massimiliano I Giuseppe di Baviera, iniziando così gli studi all'Istituto Reale d'Educazione. Da quel momento Amalia Luisa non vide più il figlio per circa tre anni, fino al 1820.

### Morte

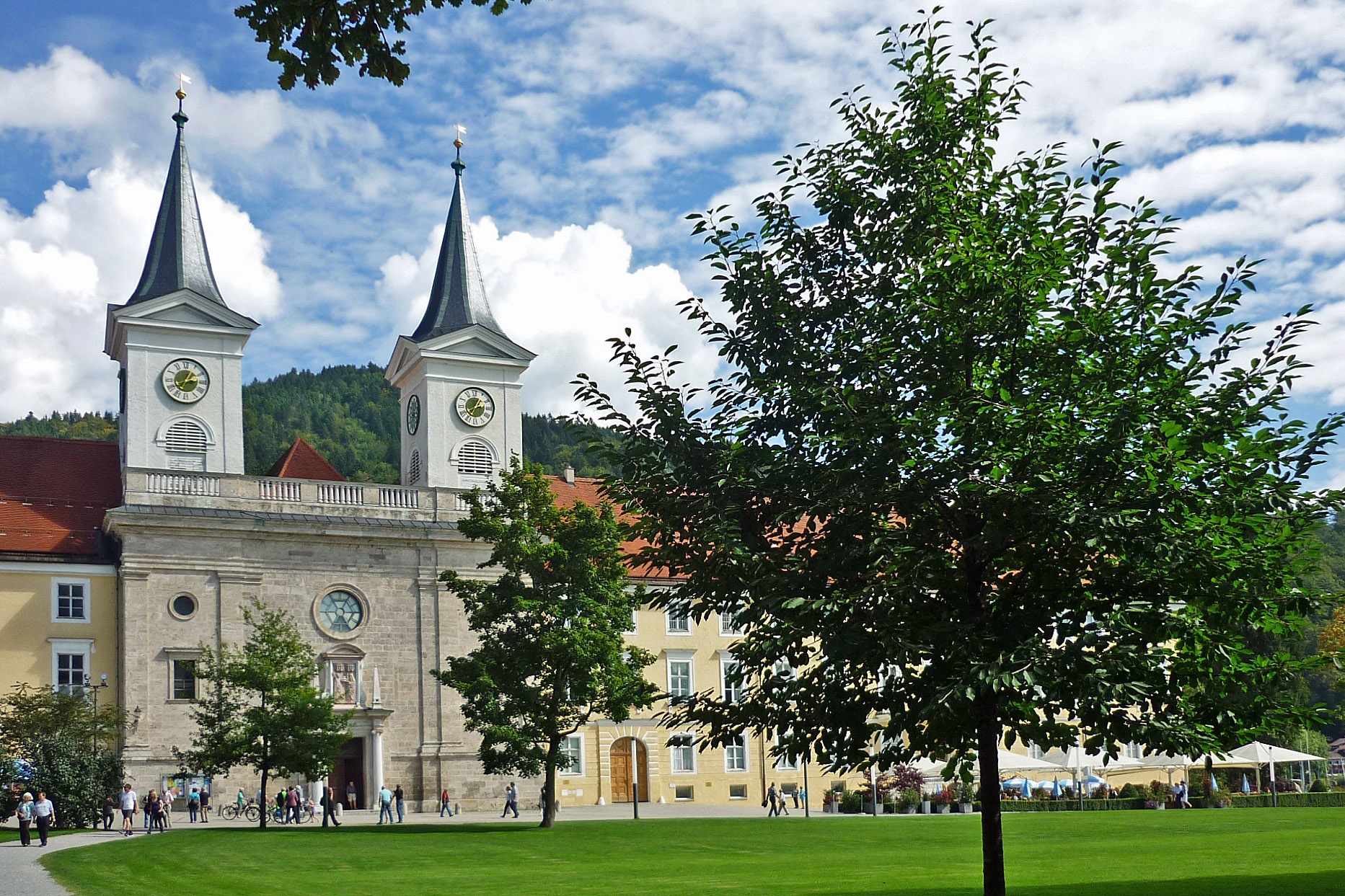
L'abbazia di Tegernsee.

Poco dopo essere tornata dal suo secondo viaggio a Monaco, Amalia Luisa morì a Bamberga nel 1823, venendo sepolta nella cripta dell'abbazia di Tegernsee.

## Discendenza
Pio Augusto in Baviera ed Amalia Luisa ebbero un solo figlio:
- Massimiliano Giuseppe (4 dicembre 1808 – 15 novembre 1888).[1]

## Titoli e trattamento
- 10 aprile 1789 – 26 maggio 1807: Sua Altezza Serenissima, la principessa e duchessa Amalia Luisa di Arenberg
- 26 maggio 1807 – 4 aprile 1823: Sua Altezza Reale, la duchessa Amalia Luisa in Baviera

## Ascendenza
|                                                                     |                                                                          | | Genitori                                                |  |  | Nonni |  |  | Bisnonni                    |  |  | Trisnonni                |  |
|                                                                     |                                                                          | |                                                         |  |  |       |  |  | Leopoldo Filippo d'Arenberg |  |  | Filippo Carlo d'Arenberg |  |
|                                                                     |                                                                          | |                                                         |  |  |       |  |  | Leopoldo Filippo d'Arenberg |  |  | Filippo Carlo d'Arenberg |  |
|                                                                     |                                                                          | Maria Enrichetta del Carretto, marchesa di Savona e di Grana, contessa di Millesimo                   |                                                         |  |  |       |  |  | Leopoldo Filippo d'Arenberg |  |  |                          |  |
| Carlo Maria Raimondo d'Arenberg                                     |                                                                          | |                                                         |  |  |       |  |  | Leopoldo Filippo d'Arenberg |  |  |                          |  |
|                                                                     |                                                                          | Maria Francesca Pignatelli, duchessa di Bisaccia                                                      | Niccolò Pignatelli, duca di Bisaccia                    |  |  |       |  |  |                             |  |  |                          |  |
|                                                                     |                                                                          | Maria Francesca Pignatelli, duchessa di Bisaccia                                                      | Niccolò Pignatelli, duca di Bisaccia                    |  |  |       |  |  |                             |  |  |                          |  |
|                                                                     |                                                                          | Maria Francesca Pignatelli, duchessa di Bisaccia                                                      | Marie van Egmond                                        |  |  |       |  |  |                             |  |  |                          |  |
| Luigi Maria di Arenberg                                             |                                                                          | Maria Francesca Pignatelli, duchessa di Bisaccia                                                      |                                                         |  |  |       |  |  |                             |  |  |                          |  |
|                                                                     |                                                                          | Louis Engelbert de La Marck, duca de la Marck, conte di Schleiden, marchese de Vardes                 | Louis-Pierre de La Marck, conte de La Marck e Schleiden |  |  |       |  |  |                             |  |  |                          |  |
|                                                                     |                                                                          | Louis Engelbert de La Marck, duca de la Marck, conte di Schleiden, marchese de Vardes                 | Louis-Pierre de La Marck, conte de La Marck e Schleiden |  |  |       |  |  |                             |  |  |                          |  |
|                                                                     |                                                                          | Louis Engelbert de La Marck, duca de la Marck, conte di Schleiden, marchese de Vardes                 | Marie-Marguerite de Rohan-Chabot                        |  |  |       |  |  |                             |  |  |                          |  |
| Louise-Marguerite de La Mark, contessa de La Marck e Schleiden      |                                                                          | Louis Engelbert de La Marck, duca de la Marck, conte di Schleiden, marchese de Vardes                 |                                                         |  |  |       |  |  |                             |  |  |                          |  |
|                                                                     |                                                                          | Marie Anne de Visdelou                                                                                | René-François de Visdelou, conte de Bienassis           |  |  |       |  |  |                             |  |  |                          |  |
|                                                                     |                                                                          | Marie Anne de Visdelou                                                                                | René-François de Visdelou, conte de Bienassis           |  |  |       |  |  |                             |  |  |                          |  |
|                                                                     |                                                                          | Marie Anne de Visdelou                                                                                | Marguerite Iris de Poix                                 |  |  |       |  |  |                             |  |  |                          |  |
| Amalia Luisa di Arenberg                                            |                                                                          | Marie Anne de Visdelou                                                                                |                                                         |  |  |       |  |  |                             |  |  |                          |  |
|                                                                     | Louis de Mailly, conte de Mailly, signore de Rubempré, marchese de Nesle | Louis de Mailly, conte de Mailly e de Rubempré                                                        |                                                         |  |  |       |  |  |                             |  |  |                          |  |
|                                                                     | Louis de Mailly, conte de Mailly, signore de Rubempré, marchese de Nesle | Louis de Mailly, conte de Mailly e de Rubempré                                                        |                                                         |  |  |       |  |  |                             |  |  |                          |  |
|                                                                     | Louis de Mailly, conte de Mailly, signore de Rubempré, marchese de Nesle | Marie Anne de Sainte-Hermine                                                                          |                                                         |  |  |       |  |  |                             |  |  |                          |  |
| Louis Joseph de Mailly, conte di Mailly-Rubempré, marchese di Nesle | Louis de Mailly, conte de Mailly, signore de Rubempré, marchese de Nesle | |                                                         |  |  |       |  |  |                             |  |  |                          |  |
|                                                                     |                                                                          | Anne Françoise Elisabeth Arbaleste, viscontessa de Melun                                              | François Louis Arbaleste de Melun, visconte de Melun    |  |  |       |  |  |                             |  |  |                          |  |
|                                                                     |                                                                          | Anne Françoise Elisabeth Arbaleste, viscontessa de Melun                                              | François Louis Arbaleste de Melun, visconte de Melun    |  |  |       |  |  |                             |  |  |                          |  |
|                                                                     |                                                                          | Anne Françoise Elisabeth Arbaleste, viscontessa de Melun                                              | Marie-Anne Moufle                                       |  |  |       |  |  |                             |  |  |                          |  |
| Anne-Marie de Mailly, signora d'Ivry sur Seine                      |                                                                          | Anne Françoise Elisabeth Arbaleste, viscontessa de Melun                                              |                                                         |  |  |       |  |  |                             |  |  |                          |  |
|                                                                     |                                                                          | Emmanuel Dieudonné d'Hautefort, marchese de Sarcelles e d'Hautefort, conte de Surville e de Montignac | Louis Charles d'Hautefort, marchese de Surville         |  |  |       |  |  |                             |  |  |                          |  |
|                                                                     |                                                                          | Emmanuel Dieudonné d'Hautefort, marchese de Sarcelles e d'Hautefort, conte de Surville e de Montignac | Louis Charles d'Hautefort, marchese de Surville         |  |  |       |  |  |                             |  |  |                          |  |
|                                                                     |                                                                          | Emmanuel Dieudonné d'Hautefort, marchese de Sarcelles e d'Hautefort, conte de Surville e de Montignac | Anne-Louise de Crevant                                  |  |  |       |  |  |                             |  |  |                          |  |
| Adélaïde Julie d'Hautefort                                          |                                                                          | Emmanuel Dieudonné d'Hautefort, marchese de Sarcelles e d'Hautefort, conte de Surville e de Montignac |                                                         |  |  |       |  |  |                             |  |  |                          |  |
|                                                                     |                                                                          | Françoise-Claire d'Harcourt                                                                           | François d'Harcourt, duca di Beuvron e Harcourt         |  |  |       |  |  |                             |  |  |                          |  |
|                                                                     |                                                                          | Françoise-Claire d'Harcourt                                                                           | François d'Harcourt, duca di Beuvron e Harcourt         |  |  |       |  |  |                             |  |  |                          |  |
|                                                                     |                                                                          | Françoise-Claire d'Harcourt                                                                           | Marie-Madeleine Le Tellier, signora de Barbezieux       |  |  |       |  |  |                             |  |  |                          |  |
|                                                                     |                                                                          | Françoise-Claire d'Harcourt                                                                           |                                                         |  |  |       |  |  |                             |  |  |                          |  |